# Estádio Desportivo de Sekondi-Takoradi
O Estádio Desportivo de Sekondi-Takoradi (em inglês: Sekondi-Takoradi Sports Stadium) é um estádio multiuso localizado na cidade de Sekondi-Takoradi, em Gana, inaugurado oficialmente em 21 de janeiro de 2008 com capacidade máxima para 20 000 espectadores.
Utilizado principalmente em competições de futebol, é oficialmente a casa onde o Sekondi Hasaacas manda seus jogos oficiais por competições nacionais. A Seleção Ganesa de Futebol esporadicamente também manda partidas amistosas e oficiais no estádio.
Foi uma das sedes oficiais do Campeonato Africano das Nações de 2008, abrigando jogos da fase de grupos e uma partida válida pelas quartas-de-final da competição.